# Марси (германи)
Вижте пояснителната страница за други значения на Марси.
Марсите са антично германско племе, обитавало района между реките Везер, Рейн, Лип и Рур, което Тацит причислява към коренните племена (истевони) . Като съюзник на херуските, вземат основно участие при поражението на Публий Квинтилий Вар, като успяват да вземат и римски орел. Tac. ann. 3, 25. След нападението на Германик, те отиват във вътрешността на страната и след това следите в историята им се губят. 